# منطق امری
منطق امری شاخه‌ای از علم منطق است که برای نوع خاصی از جملات غیر خبری یعنی جملات امر و نهی تدوین شده است. منطق امری، از منطق بایایی که به تکالیف می‌پردازد مستقل است. این منطق را نخستین بار هری گنسلر به‌طور رسمی تدوین نمود. تصدیقات در منطق امری، قابل تصدیق و تکذیب نیستند.

## کلیات
اگر معنی A این باشد که «تو سیب می‌خوری»، آن‌گاه معنی A چنین خواهد بود: «سیب بخور» اگر معنیSاین باشد که «هوا آفتابی‌است»، آن‌گاه معنی S چنین خواهد بود: «هوا آفتابی باشد.» اگر معنی H این باشد که «تو تکالیفت را انجام می‌دهی»، آن‌گاه معنی ⌐H چنین خواهد بود «تکالیفت را انجام نده»؛ اگر معنیT این باشد که «تو به تفریح می‌روی»، آن‌گاه معنی ⌐T چنین خواهد بود: «به تفریح نرو». اگر بگوییم H→ T به این معنی‌است که «به تفریح برو، به شرطی که تکالیفت را انجام بدهی.»؛ این جمله از نظر مفهوم برابر با این جمله است: ⌐ T→ ⌐H یعنی «اگر تکالیفت را انجام ندهی، نباید به تفریح بروی.»